# Овчаренко, Ольга Александровна
О́льга Алекса́ндровна Овчаре́нко (род. 15 октября 1954, Москва) — доктор филологических наук, ведущий научный сотрудник ИМЛИ РАН, член Союза писателей России, первый вице-президент Общества Россия-Португалия, специалист по португальской и английской литературе, переводчик.

## Биография
Родилась в Москве в семье литературоведа А. И. Овчаренко. Окончила филологический факультет МГУ в 1976 году, где в 1980—1984 и 1987—1990 годах преподавала на кафедре советской литературы. В 1979 году защитила кандидатскую диссертацию «Свободный стих в русской советской поэзии». В 1984—1987 годах преподавала русский язык и литературу на филологическом факультете Коимбрского университета (Португалия). 25 октября 1994 года защитила докторскую диссертацию на тему «Творчество Камоэнса и основные проблемы португальской литературы эпохи Возрождения» (официальные оппоненты В. С. Виноградов, В. А. Луков, С. П. Мамонтов). С этого же года по настоящее время — ведущий научный сотрудник Института мировой литературы РАН. В 2005—2006 годах. преподавала также на Высших курсах иностранных языков при МИД РФ.
Автор трёх монографий, переводов с португальского языка и более ста научных работ.
Сестра Елена — журналист-международник.

## Награды
- Орден Заслуг степени командора (2013 год) — за выдающиеся заслуги в деле распространения португальской культуры в России[2].